# José Garcia
José Garcia, pseudonimo di José Doval (Parigi, 17 marzo 1966), è un attore francese.

## Biografia
Nato nel 1966 a Parigi da genitori spagnoli originari di O Carballiño, in Galizia, emigrati in Francia negli anni cinquanta, dove trovarono impiego nei grandi alberghi. Dopo aver ottenuto il diploma di studi professionali (BEP) in contabilità, ed assolto il servizio militare, studia recitazione alla Cours Florent, dove è allievo dell'attore Francis Huster. In seguito studia alla scuola di recitazione di Annie Fratellini e all'Actors Studio di New York. Tra la fine degli anni ottanta e gli inizi degli anni novanta, Garcia fa parte del cast della trasmissione di cabaret Nulle part ailleurs, in onda su Canal+.
Debutta sul grande schermo nel 1995, ma inizialmente ottiene ruoli marginali, e il suo primo ruolo importante lo ottiene nel film La verità sull'amore (1997), diretto da Thomas Gilou, che lo consacra al grande pubblico. Impiegato prevalentemente nelle commedie, Garcia interpreta anche ruoli impegnativi in film di genere thriller come Cacciatore di teste (2005) di Costa-Gavras, GAL (2006) di Miguel Courtois, e Bastille Day - Il colpo del secolo (2016) di James Watkins. Nel 2007 impersona il commissario Jean-Baptiste Adamsberg nel film Pars vite et reviens tard, tratto dall'omonimo romanzo di Fred Vargas.
Nel 2020, Garcia fa parte del cast di due serie televisive, True Story e Dix Pour Cent.

### Vita privata
Dal 1993 al 2021 è stato sposato con l'attrice e regista Isabelle Doval, dalla quale ha avuto due figlie.

## Filmografia parziale
- Élisa, regia di Jean Becker (1995)
- L'insolente (Beaumarchais, l'insolent), regia di Édouard Molinaro (1996)
- Gli angeli di Elvis ( Les démons de Jésus), regia di Bernie Bonvoisin (1997)
- La verità sull'amore (La Vérité si je mens!), regia di Thomas Gilou (1997)
- Come un pesce fuor d'acqua (Comme un poisson hors de l'eau), regia di Hervé Hadmar (1999)
- Extension du domaine de la lutte, regia di Philippe Harel (1999)
- Cannibal love - Mangiata viva (Trouble Every Day), regia di Claire Denis (2001)
- Love Bites - Il morso dell'alba (Les morsures de l'aube), regia di Antoine de Caunes (2001)
- In fuga col cretino (Le boulet), regia di Alain Berbérian e Frédéric Forestier (2002)
- In amore c'è posto per tutti (Après vous...), regia di Pierre Salvadori (2003)
- People, regia di Fabien Onteniente (2004)
- Cacciatore di teste (Le couperet), regia di Costa-Gavras (2005)
- La boîte noire, regia di Richard Berry (2005)
- GAL, regia di Miguel Courtois (2006)
- Hotel cinque stelle (Quatre étoiles), regia di Christian Vincent (2006)
- Pars vite et reviens tard, regia di Régis Wargnier (2007)
- Asterix alle Olimpiadi (Astérix aux jeux olympiques), regia di Frédéric Forestier e Thomas Langmann (2008)
- Un uomo e il suo cane (Un homme et son chien), regia di Francis Huster (2008)
- Dream Team (Les Seigneurs), regia di Olivier Dahan (2012)
- Fonzy, regia di Isabelle Doval (2013)
- Now You See Me - I maghi del crimine (Now You See Me), regia di Louis Leterrier (2013)
- Bastille Day - Il colpo del secolo (Bastille Day), regia di James Watkins (2016)
- Una famiglia senza freni (À fond), regia di Nicolas Benamou (2016)
- Madame Hyde, regia di Serge Bozon (2017)
- Grandi bugie tra amici (Nous finirons ensemble), regia di Guillaume Canet (2019)
- Asterix & Obelix - Il regno di mezzo (Astérix et Obélix: l'Empire du Milieu), regia di Guillaume Canet (2023)

### Doppiatore
- Arthur e il popolo dei Minimei (Arthur et les Minimoys), regia di Luc Besson (2006)

## Premi e riconoscimenti
- Nomination al Premio César per la migliore promessa maschile (1998)
- Premio Jean Gabin (2001)
- Nomination al Premio César per il migliore attore (2006)
- Nomination al Les Globes de Crystal (2006)
- L'Alpe d'Huez Film Festival come miglior attore (2010)

## Doppiatori italiani
Nelle versioni in italiano delle opere in cui ha recitato, José Garcia è stato doppiato da:
- Saverio Indrio in In fuga col cretino, Bastille Day - Il colpo del secolo, Totems - Conto alla rovescia
- Franco Mannella in Un uomo e il suo cane, Una famiglia senza freni
- Francesco Pannofino in Dream Team
- Antonio Sanna in Cacciatore di teste
- Oreste Baldini in Asterix & Obelix - Il regno di mezzo
- Marco Rasori in Now You See Me - I maghi del crimine
- Massimo Rossi in Hotel cinque stelle
- Loris Loddi in Grandi bugie tra amici
- Andrea Lavagnino in La boîte noire
- Edoardo Stoppacciaro in Asterix alle Olimpiadi